# Read Music/Speak Spanish
Read Music/Speak Spanish è il primo album in studio del gruppo musicale statunitense Desaparecidos, pubblicato nel 2002.

## Tracce
Versione USA
1. Man and Wife, The Former (Financial Planning) – 3:16
2. Mañana – 3:24
3. Greater Omaha – 4:14
4. Man and Wife, The Latter (Damaged Goods) – 3:39
5. Mall of America – 2:41
6. The Happiest Place on Earth – 3:02
7. Survival of the Fittest/It's a Jungle Out There – 2:56
8. $$$$ – 5:10
9. Hole in One – 3:08

Versione internazionale
1. What's New for Fall – 3:46
2. Man and Wife, The Former (Financial Planning) – 3:16
3. Mañana – 3:24
4. Greater Omaha – 4:14
5. Man and Wife, The Latter (Damaged Goods) – 3:39
6. Mall of America – 2:41
7. The Happiest Place on Earth – 3:02
8. Survival of the Fittest/It's a Jungle Out There – 2:56
9. $$$$ – 5:10
10. Hole in One – 3:08

## Formazione
- Conor Oberst - voce, chitarra
- Denver Dalley - chitarra
- Ian McElroy - tastiera
- Landon Hedges - basso, voce
- Matt Baum - batteria